# Hypersonic Air-breathing Weapon Concept
Le  Hypersonic Air-breathing Weapon Concept (HAWC, prononcé « hawk », « faucon ») est un projet de la Defense Advanced Research Projects Agency (DARPA) des États-Unis pour un missile de croisière hypersonique à lancement aérien propulsé par superstatoréacteur, dont le premier vol hypersonique a été annoncé en septembre 2021,. Il s’agit d’une arme à énergie cinétique, sans ogive explosive.
Le superstatoréacteur a propulsé le missile à « une vitesse supérieure à Mach 5 (6100 km/h) ».
Le premier vol réussi a eu lieu en septembre 2021. D’autres tests ont été effectués à la mi-mars 2022, mais ont été tenus secrets à l’époque pour éviter de donner l’impression d’une escalade contre la Russie lors de l’invasion de l'Ukraine par la Russie. Le test a été révélé au début du mois d’avril 2022.
Le directeur principal de l’hypersonique, Mike White, a déclaré que le HAWC serait plus petit que les véhicules planeurs hypersoniques, donc qu’il pourrait être lancé à partir d’un plus large éventail de plates-formes. White a également noté que le HAWC pourrait intégrer plus facilement les aspirants. La DARPA demandé 60 millions de dollars pour le MoHAWC, le programme qui succède à HAWC, au cours de l’exercice 2023.
Le 18 juillet 2022, le troisième essai en vol réussi du HAWC a été signalé par la DARPA. Le missile a été capable de voler à une vitesse de 5300 km/h à une altitude de plus de 60000 pieds (18000 m) sur plus de 300 milles marins (560 km).
Le 30 janvier 2023, le dernier test en vol réussi du HAWC a été annoncé par la DARPA et Lockheed Martin. Comme lors de son précédent test en vol, le missile a pu voler à une vitesse de 5300 km/h à une altitude de plus de 60000 pieds sur plus de 300 milles marins, et a démontré des performances et des capacités améliorées. La DARPA prévoit d’approfondir ces améliorations technologiques par le biais du programme More Opportunities with HAWC (MOHAWC),,.
La technologie développée pour le démonstrateur HAWC a été utilisée pour influencer la conception du Hypersonic Attack Cruise Missile (HACM), un programme de référence de l’armée de l’air américaine visant à créer un missile hypersonique propulsé par un superstatoréacteur qui pourrait être déployé comme arme opérationnelle. Le contrat de développement du HACM a été attribué à Raytheon en septembre 2022. Le HACM utilisera un superstatoréacteur Northrop Grumman,.